# Jaroslav Nývlt (chemik)
Jaroslav Nývlt (20. března 1932 Bratislava – 19. března 2022) byl český chemik původem ze Slovenska.

## Životopis
Do obecné školy začal chodit v Bratislavě, ale protože rodina jako česká byla v roce 1939 vyhnána ze Slovenska, navštěvoval obecnou školu v Chocni (1939), v Praze (1940) a v Hradci Králové (1942). Po skončení reálného gymnasia v Hradci Králové a v Praze 1951 studoval na VŠCHT v Praze (1956) ve specializaci fyzikální chemie. Diplomová práce byla Difuze fenolu a jeho homologů ve vodě.
Po ukončení aspirantury na katedře fyzikální chemie VŠCHT v Praze v roce 1959 (disertace Termodynamické a difuzní vlastnosti roztoků organických látek) byl zaměstnán jako vědecký pracovník ve Výzkumném ústavu anorganické chemie v Ústí n.L. od roku 1959 do 1978. Ve VÚAnCh se zabýval aplikovaným a základním výzkumem průmyslové krystalizace. Jeho hlavní práce se týkaly fázových rovnováh při výrobě močoviny, krystalizace síranu amonného, zelené skalice, tetrahydrátu dusičnanu vápenatého, síranu hlinito- amonného, siřičitanu hořečnatého, kyseliny citronové a řady dalších látek. V roce 1966 byl jmenován vedoucím oddělení fyzikální chemie VÚAnCh.
V roce 1967 obhájil doktorskou disertaci Kinetika průmyslové krystalizace na VŠCHT v Praze. V letech 1968 až 1969 pracoval jako „senior visiting fellow“ na University College London v oddělení prof. Mullina, kde se zabýval metodikou výpočtu klasifikačních krystalizátorů, optimalizací diskontinuálních míchaných krystalizátorů  a dynamikou kontinuálních krystalizátorů.
Po návratu v roce 1969 pracoval jako vedoucí laboratoře krystalizace ve VÚAnCh v Ústí n.L., kde pokračoval v aplikovaném a teoretickém výzkumu krystalizace v celém rozsahu, zahrnujícím fázové rovnováhy, kinetiku nukleace, kinetiku růstu krystalů, distribuci velikosti krystalů, a vývoj metod výpočtu různých typů krystalizátorů. Začal organizovat periodická mezinárodní symposia o průmyslové krystalizaci (ISIC), a u prvních šesti symposií předsedal organizačnímu a vědeckému výboru.
V roce 1969 založil Pracovní skupinu krystalizace v Evropské federaci chemického inženýrství (WPC-EFCE) a byl zvolen jako její předseda. V této funkci pracoval až do roku 1993. Pracovní skupina krystalizace (Working Party on Crystallization, WPC) slouží k šíření informací a znalostí o průmyslové krystalizaci, významně přispěla k unifikaci symbolů, jednotek a metod měření v tomto oboru, a navázala na organizaci periodických mezinárodních Symposií o průmyslové krystalizaci (ISIC). Tato symposia, iniciovaná Dr. Nývltem v roce 1960 a pořádaná delegáty WPC v řadě evropských zemí, představují významný zdroj informací o průmyslové krystalizaci a kontaktuje specialisty z více než 50 zemí. Do současnosti proběhlo již 20 Symposií, většinou publikujících souhrny přednášek.
Od roku 1978 pracoval jako vedoucí oddělení krystalizace v Ústavu anorganické chemie ČSAV v Praze.
V roce 1986 byl na měsíčním studijním pobytu na  Waseda University v Tokiu.
V letech 1991, 1993 a 1998 jako „visiting professor“ na  Instituto de Pesquisas Tecnologicas v Sao Paulu v Brazílii.
Byl členem Verein Deutscher Ingenieure (1975–1979,1989–1995), Československé vědecko-technické společnosti (1960–1990), Československé chemické společnosti (1959–1980), redakční rady časopisu Chemický průmysl (1969–1992), byl členem vědecké rady časopisu Crystal Research and Technology (1991–2003), členem předsednictva České společnosti chemického inženýrství a její čestný člen, zakládající člen Inženýrské akademie České republiky V průběhu let byl členem několika zkušebních komisí pro obhajoby kandidátských a doktorských disertací v oborech fyzikální chemie, anorganická technologie, chemické inženýrství, anorganická chemie, technologie silikátů), fungoval jako školitel vědeckých aspirantů (fyzikální chemie a chemické inženýrství), přednášel na postgraduálních kurzech chemického inženýrství na VŠCHT v Praze a byl členem Vědeckého kolegia chemie při ČSAV.
Jaroslav Nývlt odešel do částečného důchodu v roce 1996, ale stále byl činný v Ústavu anorganické chemie AV ČR až do roku 2001. Do plného důchodu odešel v r. 2001. Zemřel 19. března 2022.

## Publikace
Od roku 1960 publikoval přes 350 vědeckých prací v časopisech, týkajících se převážně krystalizace, prezentoval zhruba 200 přednášek na konferencích, obdržel 32 patentů a vypracoval přes 120 výzkumných zpráv.
Je autorem a spoluautorem řady knih:
- Kryštalizácia z roztokov SVTL Bratislava, 1967, a Chimija, Moskva, 1974
- Industrial Crystallization from Solutions, Butterworths, Londýn, 1971
- Chemické inženýrství III , SNTL, Praha 1972
- Krystalizace v Příkladech z chemického inženýrství III, A. Pilař et al. , Eds., SNTL Praha, 1973
- Rovnováhy tuhá fáze - kapalina, Academia, Praha 1975
- Solid - Liquid Phase Equilibria, Elsevier, Amsterodam, a Academia, Praha, 1977
- Industrial Crystallization - the Present State of the Art, Chemie Verlag, Weinheim, 1978 a 1982
- Tabulky rozpustnosti anorganických látek ve vodě, Academia, Praha, 1979[4]
- Solubility in Inorganic Two-Component Systems, Elsevier, Amsterodam, a Academia, Praha, 1981
- Osažděnie, v Naučnyje Osnovy Proizvodstva Katalizatorov, R.A. Buyanov, Ed., Nauka, Novosibirsk, 1982
- The Kinetics of Industrial Crystallization, Elsevier, Amsterodam, a Academia, Praha, 1985[5]
- Batch Cooling Crystallization, v Handbook of Heat a Mass Transfer, N.P. Cheremissinoff, Ed., Gulf Publ., Houston, 1986
- Industrial Crystallization ´87  (Ed.), Elsevier, Amsterodam, a Academia, Praha, 1989
- Design of Crystallizers, Academia, Praha, 1990
- Measurement of Crystal Growth Rates, VDI, Mnichov, 1990
- Nucleation, v Crystalline Materials - Growth a Characterization, C. Paorici a R. Rodriguez-Clemente, Eds., Trans-Tech. Publications, Aedermannsdorf, Švýcarsko, 1992
- Design of Crystallizers, CRC Press, Boca Raton, 1992
- Admixtures in Crystallization, Verlag Chemie, Weinheim, 1995[6]
- Průmyslová krystalizace, Procesní inženýrství MAPRINT, Praha, 1996
- Cristallizaçao, Univ. Sao Carlos, Brazílie 2001, Measurement of crystal growth and nucleation rates, IChemE, Rugby UK 2002.

Z řady realizací výsledků práce je možno jmenovat projekční podklady (fázové rovnováhy) pro výrobu močoviny v Šaľe, projekční podklady pro krystalizaci tetrahydrátu dusičnanu vápenatého v Lovosicích, pro krystalizaci amonného kamence pro Uranový průmysl v Hamru, zlepšení krystalizace kyseliny citronové v Slovliku Leopoldov a v Lachemě Kaznějov, zabránění tvorby inkrustací anthracenu v Chemických závodech Valašské Meziříčí, zabránění tvorby inkrustací síranu amonného ve Spolaně Neratovice, regenerace eloxovacích lázní v Hliníkárnách Žiar nad Hronom, regenerace mořicích lázní ve Východoslovenských železárnách Košice, železárnách Ostrava, Hlohovec a Řetězárnách  Česká Ves, krystalizace kyanozlatnanu draselného ve Vestci, Krystalizace kyseliny kyanoctové v Apolda (Německo), krystalizace Glauberovy soli ve Velvětech, zlepšení krystalizace fosforečnanu sodného v Poštorné, rekrystalizace síranu železnatého v PřChZ Přerov a j.
Mezi nejvýznamnější teoretické přínosy dr. Nývlta patří vypracování korelačních metod pro rozpustnosti v dvou- a vícesložkových systémech a shrnutí dat z literatury, navržení mocninového zákona pro popis kinetiky nukleace, vyjádření kinetiky krystalizace z měření šířky metastabilní oblasti roztoků, vyhodnocení dat o distribuci velikosti krystalů pomocí z - L grafu, vypracování výpočetních metod pro různé typy krystalizátorů (míchané, klasifikační, souproudé) s uvažováním kinetiky krystalizace a navržení systémové konstanty krystalizace, optimalizace chlazení diskontinuálních krystalizátorů, kvantitativní charakterizace tvorby inkrustací. Jako velmi užitečné se ukázalo sestavení databáze literatury o průmyslové krystalizaci (zhruba 25000 citací) a kompilace dat literatury týkající se vlivu příměsí na krystalizaci.
Výsledky vědecké práce Dr. Nývlta byly několikrát oceněny: obdržel státní vyznamenání Za vynikající práci (Praha 1967), Moultonovu medaili (Institute of Chemical Engineers, Londýn, 1970), Krajskou cenu za technickou tvůrčí práci (1967, 1968, 1972, 1977), Čestné uznání ČVTS (1973, 1976, 1983), čestné uznání SNTL (1975), Státní cenu za výsledky základního výzkumu krystalizace (Praha 1976), Tvůrčí prémii Českého literárního fondu (1986), odměnu Kolegia chemie ČSAV (1983) a Cenu presidia ČSAV (1990). V roce 1996 byl jmenován čestným členem České společnosti chemického inženýrství. Dále obdržel Brennanovu medaili (Institute of Chemical Engineers, Rugby 2002).